# George Dixon (jogador de rugby)
George Martin Dixon (10 de abril de 1901 – 23 de agosto de 1991) foi um jogador de basquete e rugby union estadunidense, campeão olímpico.

## Carreira
Enquanto estudava na Universidade da Califórnia em Berkeley representou os California Golden Bears no basquete e no rugby union. Em 1926-27, ele liderou o time universitário a dois títulos invictos de basquete da All-Pacific Coast Conference NCAA, o que lhe rendeu uma vaga no time do século. Ele foi considerado um dos melhores jogadores universitários em sua posição, o que lhe rendeu uma indicação para o time All-American, e foi introduzido no Cal Athletic Hall of Fame em 1986. Ele então continuou sua carreira no Clube Olímpico.
Ele integrou a equipe da Seleção de Rugby dos Estados Unidos que conquistou a medalha de ouro nos Jogos Olímpicos de Verão de 1924 em Paris. Ele jogou as duas partidas da competição, nas quais os americanos derrotaram a Romênia por 37–0 no Stade de Colombes em 11 de maio, e uma semana depois derrotaram a França por 17–3. Juntamente com outros medalhistas de ouro do rugby union, ele foi incluído no Hall da Fama do IRB em 2012.
Depois de se formar, trabalhou na indústria petroquímica e, após a eclosão da Segunda Guerra Mundial, serviu como piloto na Marinha dos Estados Unidos. Permaneceu então associado à aviação, trabalhando como piloto na aviação civil.